# Varanus indicus
Il varano delle mangrovie (Varanus indicus Daudin, 1802), o varano del Pacifico occidentale, è una specie della famiglia dei Varanidi con un ampio areale, che dall'Australia settentrionale e dalla Nuova Guinea si spinge fino alle isole Salomone, Marshall, Caroline e Marianne. Può raggiungere gli 1,1-1,2 m di lunghezza.

## Tassonomia
V. indicus è stato descritto per la prima volta nel 1802 dall'erpetologo francese François Marie Daudin. L'olotipo originale di Daudin era un esemplare subadulto catturato sull'isola indonesiana di Ambon e conservato presso il museo di Parigi fino a quando non andò perso. Daudin battezzò la specie Tupinambis indicus, nome che venne utilizzato per 75 anni fino a quando essa non venne classificata nel genere Varanus.
Il nome generico, Varanus, deriva dalla parola araba waral (ورل), che significa «guardiano». Quello specifico, indicus, è un termine latino che ne indica la provenienza dall'India, o, più precisamente, dall'Indonesia o dalle Indie orientali, dove l'animale venne scoperto per la prima volta.
A causa della vastità del suo areale geografico, V. indicus viene considerato appartenente a un complesso di specie che comprende almeno quattro taxa: V. indicus, V. doreanus, V. spinulosus e V. jobiensis. Con una tassonomia così complicata, ancora oggetto di studio da parte degli studiosi, non deve sorprendere il fatto che in passato questa specie sia stata classificata con oltre 25 nomi scientifici.

## Descrizione
Il corpo del varano delle mangrovie, di colore verde scuro o nero, è ricoperto da piccole macchie giallo oro; la sommità della testa è più chiara, mentre il ventre, privo di macchie scure, è di un color crema uniforme. Questo animale ha la lingua viola e denti serrati tra di loro. Le dimensioni variano considerevolmente da una zona all'altra dell'areale, ma non superano mai gli 1,5 m di lunghezza totale. L'erpetologo australiano Harold Cogger indica i 100 cm come lunghezza massima degli esemplari australiani. La coda è lunga quasi due volte il corpo ed è compressa lateralmente, sì da essere molto utile nel nuoto. Come il resto del corpo, è ricoperta da piccole squame carenate ovali.
Questo varano è in grado di aumentare le dimensioni della bocca distendendo l'apparato ioideo e abbassando la mandibola allo scopo di inghiottire grosse prede, in modo simile a quanto fanno i serpenti, con la sola differenza che le mascelle del varano delle mangrovie rimangono rigide. La specie possiede inoltre un organo di Jacobson con il quale localizza le prede, distendendo fuori la lingua per immagazzinare gli odori e ritraendola in prossimità dell'apertura dell'organo.
Il varano delle mangrovie, insieme al V. semiremex, è una delle uniche due specie di varano che possiedono ghiandole nasali secernenti sale, grazie alle quali può sopravvivere anche nell'acqua salata e catturare prede marine. La presenza di queste ghiandole probabilmente ha permesso al varano delle mangrovie di raggiungere nuove isole e di diffondersi in varie zone del Pacifico.

## Distribuzione e habitat
L'areale del varano delle mangrovie comprende Australia, Nuova Guinea, isole Salomone, Marshall, Caroline e Marianne; la specie si incontra nelle foreste umide che sorgono lungo i fiumi costieri, tra le mangrovie e nei laghi permanenti dell'entroterra. Vive anche su alcune isole delle Molucche, come Morotai, Ternate, Halmahera, Obi, Buru, Ambon, Haruku e Seram. All'interno di questo areale, esteso per migliaia di chilometri quadrati e comprendente centinaia di isole, il varano delle mangrovie ha sviluppato una vasta gamma di variazioni nelle dimensioni, nell'aspetto e negli adattamenti. La specie è stata inoltre introdotta anche in Giappone durante gli anni '40. Così come è avvenuto per il Giappone, alcuni erpetologi ritengono che la colonizzazione delle più piccole isole del Pacifico da parte del varano delle mangrovie, a partire dalle Indie orientali, sia stata facilitata dai polinesiani, i quali potrebbero essersi portati dietro degli esemplari da usare come fonte di cibo nel corso dei loro viaggi. Tuttavia, altri scienziati ritengono poco probabile questa ipotesi, dal momento che i varani competono con l'uomo per il cibo, si sviluppano lentamente e offrono poca carne.

## Biologia

### Alimentazione
Il varano delle mangrovie è un carnivoro opportunista che si nutre di uova di rettili e uccelli, molluschi, roditori, insetti, granchi, piccole lucertole, pesci e carogne. È l'unica specie di varano in grado di catturare pesci in mare aperto. In alcune regioni dell'areale mangia anche piccoli coccodrilli.
Uno studio condotto nel 1993 ha dimostrato che i varani delle mangrovie delle Marianne meridionali iniziano a catturare prede più grandi del solito quando quelle abituali cominciano a scarseggiare. Quelli di Guam erano noti per nutrirsi di toporagni, ma quando questi ultimi, dopo l'introduzione del serpente arboricolo bruno (Boiga irregularis), hanno iniziato a diminuire, i varani hanno iniziato a nutrirsi di invertebrati e ad andare in cerca di cibo nelle discariche.

## Riproduzione
La specie non presenta un vero e proprio dimorfismo sessuale, ma i maschi adulti di Guam possono pesare fino a tre volte di più delle femmine adulte. I maschi combattono tra loro per le femmine; in un caso osservato, dopo aver montato la femmina, un maschio ha strofinato il mento sulla parte superiore della testa della compagna e sui suoi quarti anteriori. È stato inoltre osservato che durante l'accoppiamento maschio e femmina ruotano lentamente, in senso orario, per 360 gradi, sempre con il maschio sopra.
La femmina depone 2-12 uova di 3,5–5 cm di lunghezza. Queste, oblunghe, sono bianche e si schiudono dopo circa 7-8 mesi.
La prima riproduzione con successo in cattività è avvenuta allo zoo di Philadelphia nel 1993.
Allo Zoo dei Rettili di Vlissingen, nei Paesi Bassi, si sono schiuse con successo uova deposte da una femmina che non è mai entrata in contatto con maschi della stessa specie.

## Conservazione
L'uomo ha introdotto il varano delle mangrovie su un certo numero di isole del Pacifico a partire dagli anni '30. Su Ifaluk, nelle Caroline occidentali, la specie è presente dai tempi della seconda guerra mondiale. I giapponesi introdussero alcune di queste lucertole nelle isole Marshall prima del secondo conflitto mondiale per eliminare i ratti; i rettili aumentarono sempre più e ben presto iniziarono a compiere razzie nei pollai. Quando giunsero le truppe americane, i locali chiesero loro aiuto per sbarazzarsi dei varani delle mangrovie. La risposta degli americani fu l'introduzione del rospo delle canne (Rhinella marina), una specie risultata tossica per le lucertole. Una volta diminuita la popolazione di varani, comunque, quella di ratti ha iniziato nuovamente a crescere. Per un motivo simile, i rospi marini sono stati introdotti anche sulle isole Palau, dove la diminuzione dei rettili ha portato all'aumento di coleotteri dannosi per le palme da cocco.
Il varano delle mangrovie viene cacciato in molti luoghi per la sua pelle, impiegata per fabbricare tamburi. Sebbene il numero dei varani delle mangrovie messi in commercio sia piuttosto basso, Mertens riferì che il varano delle mangrovie era uno dei Varanidi più sfruttati. Nel 1980 venne registrata la vendita di oltre 13.000 esemplari. Tuttavia, in molti luoghi remoti, i varani delle mangrovie vengono uccisi a scopo alimentare o per la loro reputazione di predatori di animali domestici. Su Guam è presente un gruppo etnico che considera la carne di varano un cibo tradizionale e la sua vendita costituisce un vero e proprio business.
Gli uomini del Servizio di Ispezione per Animali e Piante del Dipartimento dell'Agricoltura degli Stati Uniti d'America hanno annunciato l'impiego di una combinazione di due veleni, il difacinone e il brodifacoum, per liberare dai ratti Guam. Sulla stessa isola essi cercheranno inoltre di diminuire dell'80% il numero dei varani delle mangrovie, utilizzando una molteplice gamma di trappole proposte dall'erpetologo Seamus Ehrhard, dal momento che queste lucertole potrebbero costituire una minaccia per il raro rallo di Guam (Gallirallus owstoni). La maggior parte dei locali, tuttavia, non vede il varano come una specie invasiva ed alcuni attivisti si sono addirittura opposti al tentativo di contenimento della sua popolazione su Guam.
I varani delle mangrovie sono ospiti frequenti di zoo e collezioni private, dato che, oltre ad essere animali attivi e vivaci, possono anche essere maneggiati senza pericolo. Se sotto stress, però, quasi tutti i varani domestici tendono a defecare addosso ai loro guardiani. Se tenuti bene, possono vivere in cattività fino a 20 anni.

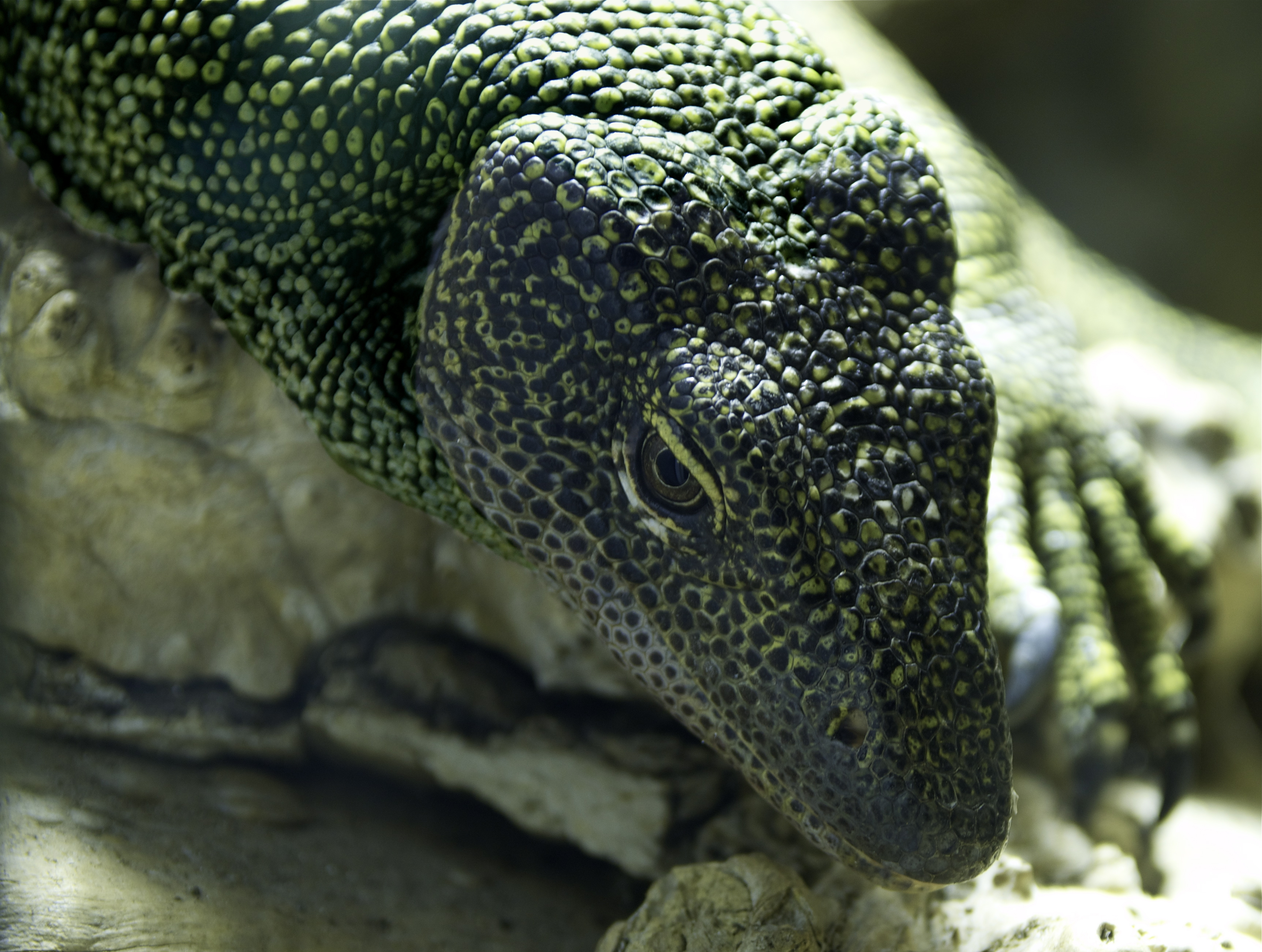
Testa di un varano delle mangrovie al Museo Nazionale di Storia Naturale di Parigi.